# Ralph Metzner
Ralph Metzner (18 de maio de 1936 – 14 de março de 2019) foi um psicólogo, escritor e pesquisador estadunidense nascido na Alemanha, que participou de pesquisas psicodélicas na Universidade Harvard no início dos anos 1960 com Timothy Leary e Richard Alpert (mais tarde chamado Ram Dass). Metzner foi psicoterapeuta e professor emérito de psicologia no Instituto de Estudos Integrais da Califórnia em São Francisco, onde anteriormente foi reitor acadêmico e vice-presidente acadêmico.

## Carreira
Metzner esteve envolvido em pesquisas sobre a consciência, incluindo psicodélicos, ioga, meditação e xamanismo por mais de 50 anos. Ele foi cofundador e presidente da Green Earth Foundation, uma organização educacional sem fins lucrativos dedicada a curar e harmonizar a relação entre os humanos e a Terra. Metzner foi apresentado no filme de 2006 Entheogen: Awakening the Divine Within, um documentário sobre a redescoberta de um cosmos encantado no mundo moderno.
Ele conduziu workshops sobre transformação de consciência e adivinhação alquímica, tanto nacional quanto internacionalmente. Ele também foi poeta e cantor e compositor e produziu dois CDs com Kit Walker: um CD de palavra falada ("Spirit Soundings", com música de Kit Walker) e um CD de músicas originais ("Bardo Blues"). Seus livros incluem The Well of Remembrance, The Unfolding Self, Green Psychology e duas coleções editadas sobre a ciência e a fenomenologia da ayahuasca e teonanácatl, e uma coleção de relatos sobre experiências com MDMA. Metzner forneceu o prefácio para Through the Gateway of the Heart: Accounts of Experiences with MDMA and Other Empathogenic Substances.
Ele recebeu seu Ph.D. em Psicologia por Harvard.

## Discografia
- 1966 – The Psychedelic Experience: A Manual Based on the Tibetan Book of the Dead (com Richard Alpert & Timothy Leary) (lançado em CD em 2003 pela Folkways)
- 2006 – Bardo Blues – and Other Songs of Liberation (com Kit Walker) Music CD (Green Earth Foundation)
- 2009 – Cognition Factor (2009)